# Nisha Adhikari
Nisha Adhikari (Katmandu, 4 ottobre 1986) è un'attrice e modella nepalese.

## Biografia
È stata nominata ambasciatrice del centro di assistenza per l’autismo (Autism Care Centre) ed è stata membro del Rotary Club of Nagarjun.
Nel 2013 è stata la prima attrice nepalese ad aver scalato con successo il monte Everest.
Attualmente vive negli Stati Uniti d'America.

### Concorsi di bellezza
All'età di 18 anni, ha vinto il concorso secondario di Miss Personalità e il concorso principale di Miss International Nepal 2005 e, successivamente, ha rappresentato il Nepal nel concorso di Miss International 2005 in Giappone. Nel 2008, si è unita al concorso di bellezza Miss Nepal del 2008; il concorso è stato annullato a causa delle proteste maoiste e di altri gruppi. Ha partecipato attivamente contro la chiusura e per sensibilizzare l'opinione pubblica sui diritti umani e la libertà, questo l’ha portata l'anno successivo a diventare il giudice più giovane nella storia di Miss Nepal.

### Carriera cinematografica e musicale
Adhikari ha fatto il suo debutto come attrice in un programma comico chiamato Gharbeti Ba su Kantipur Television. Il suo film d'esordio è stato Mission Paisa (2009) con Nikhil Upreti, che è stato uno dei film di maggior successo del suo anno di uscita in Nepal. Nel 2010, è apparsa nei film Nainraresham e First Love. First Love ha battuto tutti i record dell'anno in cui è uscito, con la richiesta di proiettare nuovamente il film nelle sale.
Ha partecipato a diversi video musicali tra cui Final Question to Ask.

### Vita privata
Nel 2017 ha sposato il giocatore nepalese di cricket Sharad Vesawkar.

## Filmografia

### Attore

#### Cinema
- Mission Paisa, regia di Simosh Sunuwar (2009)
- First Love, regia di Simosh Sunuwar (2010)
- Nainraresham (2010)
- Pal, regia di Ramesh Budathoki (2011)
- Soongava, regia di Subarna Thapa (2012)
- Apabad, regia di Subash Koirala (2012)
- Maya’s Bar, regia di Dinesh D.C. (2012)
- Dhuwa yo nasha (2012)
- Snow Flowers (2013)
- Padmini (2013)
- Mero Valentine (2014)
- Bhimdutta (2014)
- Mukhauta (2014)
- Aavash, regia di Surendra Poudel (2015)
- Mission Paisa 2: Reloaded, regia di Simosh Sunuwar (2015)
- Jai Parshuram (2016)
- How Funny, regia di Nilu Doma Sherpa (2016)
- Kumva Karan, regia di Dipak Oli (2018)

#### Televisione
- Gharbeti Ba (2006)
- Sanskar (2006)
- Hotel (2006)
- Ek Thi Ladki Nepali (2006)
- Cafe Kantipur (2006)

### Produttore
- Jhyanakuti, regia di Simosh Sunuwar (2017)